# Sigismondo Coccapani

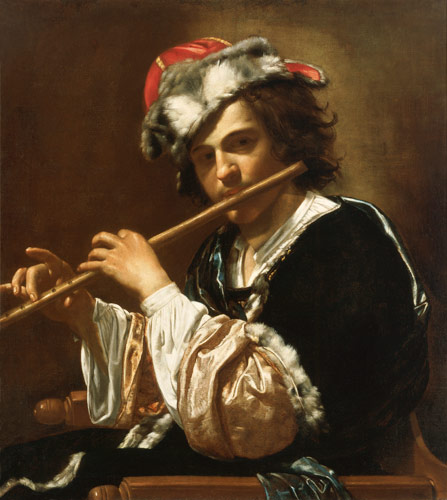
Il flautista, Galleria degli Uffizi

Sigismondo Coccapani (Firenze, 10 agosto 1583 – Firenze, 3 marzo 1643) è stato un pittore e architetto italiano del periodo barocco.

## Biografia e opere
Figlio di un gioielliere originario di Carpi discendente da una nobile famiglia emiliana, fratello dell'erudito Giovanni, Sigismondo nacque a Firenze nel 1583, anche se talune fonti lo indicano come ferrarese.

### Architetto
Iniziò la sua carriera di architetto con Bernardo Buontalenti, ma non ha lasciato grandi opere in quest'arte se non un interessante trattato di idraulica: il Trattato del modo di ridurre il fiume di Arno in canale, invitato a Galileo Galilei. 
(Giovanni Battista Clemente Nelli, Vita e commercio letterario di Galileo Galilei: nobile e patrizio fiorentino, 1793, p. 409)
 Galilei ne discusse con il Coccapani e l'inviò con un proprio parere al Granduca di Toscana Ferdinando II de' Medici nel 1631. Fece anche un progetto (rimasto tale) per la sistemazione dell'Anfiteatro di Boboli e partecipò ad uno dei tanti concorsi per la facciata del Duomo di Firenze.
Della sua attività di architetto fece menzione Piero Matini nel suo libro Notizie de' professori del disegno da Cimabue in qua del 1681. È ricordato anche per la costruzione del Lazzaretto a Firenze durante la pestilenza del 1630.

### Pittore

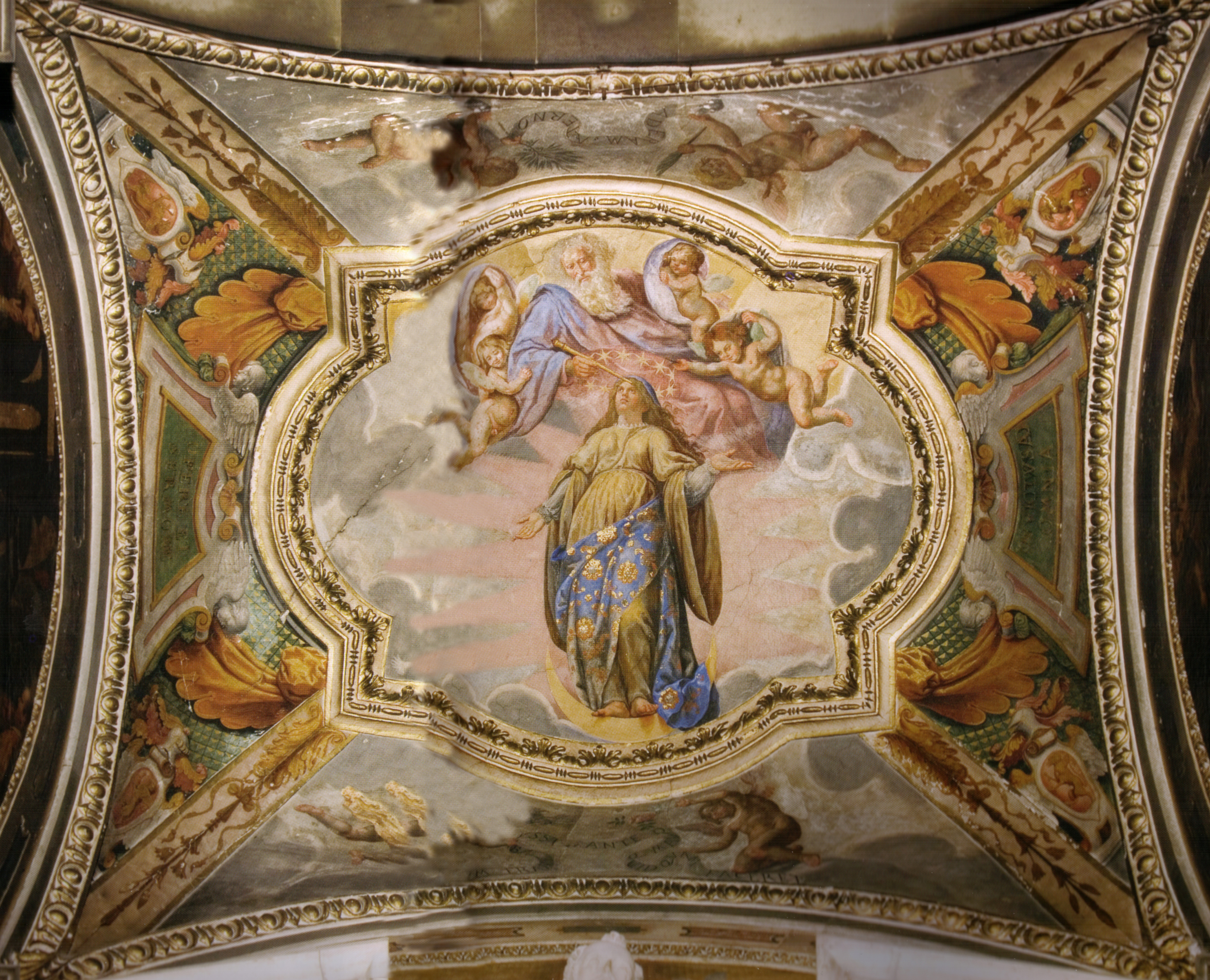
Cupola della Cappella Martelli in Santi Michele e Gaetano, Firenze

Come pittore fu uno dei migliori allievi di Ludovico Cardi detto Il Cigoli.
Con il quale il Coccapani riuscì a tradurre l'eredità del manierismo fiorentino coniugandolo con il nuovo stile barocco che si stava affermando negli altri Stati italiani grazie ai Carracci e Caravaggio. Fece scuola nella città toscana soprattutto dopo un suo viaggio a Roma con il Cigoli per affrescare, nel 1610,  la Cappella Paolina in Santa Maria Maggiore.
Una delle sue prime opere fu l'altare per la Chiesa di San Ponziano a Lucca nel 1612. Mentre la sua prima opera fiorentina fu l'affresco per il Lunettone del chiostro del Convento di San Marco a Firenze del 1613 dove rappresentò Il miracolo di Sant'Antonino e i due ciechi. Fra gli affreschi dedicati a Michelangelo nella dimora fiorentina del pittore detta Casa Buonarroti, Coccapani dipinse l'affresco Michelangiolo incoronato dalle Arti (1615-1617). Lavorò anche per il Duomo di Siena dove fece costruire, su suo disegno, e dipinse ad affresco gli altari della Congrega. Una sua Adorazione dei Magi del 1617 si trovava (trafugata nella notte del 25 gennaio 2011) nella Chiesa di Santa Maria in Castello a Signa. Una delle sue ultime opere fu la decorazione della Cappella Martelli nella teatina Chiesa dei Santi Michele e Gaetano, datata 1642.

## Pittore di genere
Ma oltre alle decorazioni a fresco è conosciuto per le sue tele di genere popolaresco, forse le prime in Toscana  di questa tipologia. Il ritratto del flautista della Galleria degli Uffizi è un esempio di questo aspetto, meno conosciuto, dell'opera di Coccapani. Ed è per questo motivo che spesso, in passato è stato confuso con altri pittori, specialmente con il coevo Domenico Fetti.
Fra i suoi migliori allievi vanno ricordati Cecco Bravo, che eccelse nella pittura di genere, e Giovanni Maria Morandi, ritrattista.

## Galleria d'immagini

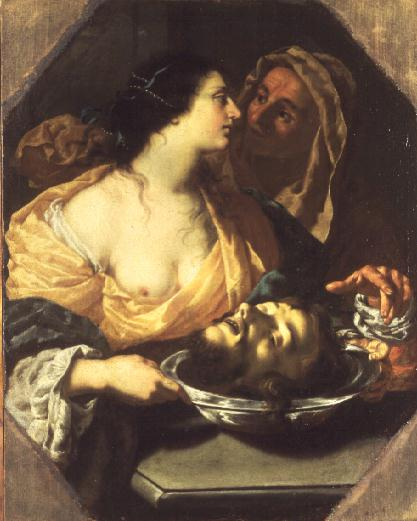
Giuditta e Oloferne
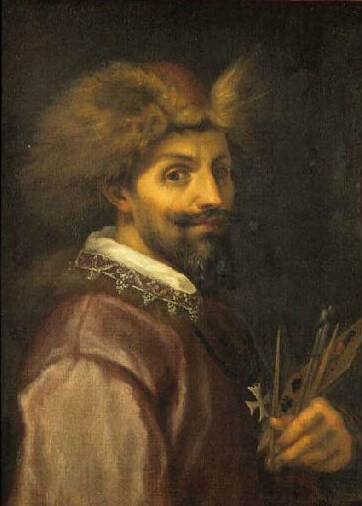
Ritratto di Ludovico Cardi detto Il Cigoli
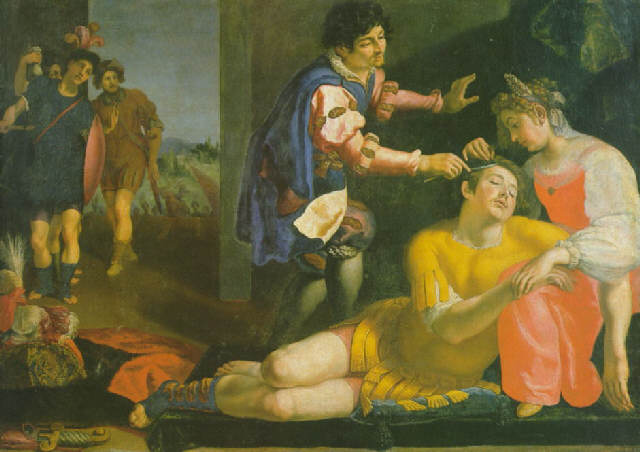
Sansone e Dalila